# Vlkolínec
Vlkolínec, na Eslováquia é uma aldeia com cerca de 35 habitantes sob administração da cidade Ružomberok. Vlkolínec, fundada no Século XIV e integrada à Ružomberok em 1882, faz parte do Patrimônio Mundial da UNESCO desde 1993, e é uma das dez cidades eslovacas que tem o status de cidade preservada. Deve sua fama e preservação à suas características de cidade típica do norte dos Cárpatos, graças à estrutura, o estilo e arquitetura que foram muito pouco alteradas com o passar do tempo. Suas casas de madeira são particularmente típicas. A cidade possui um pequeno campanário em madeira, do Século XVIII.
O nome da cidade é provavelmente derivado do termo eslovaco "vlk" que significa lobo.

## Galeria

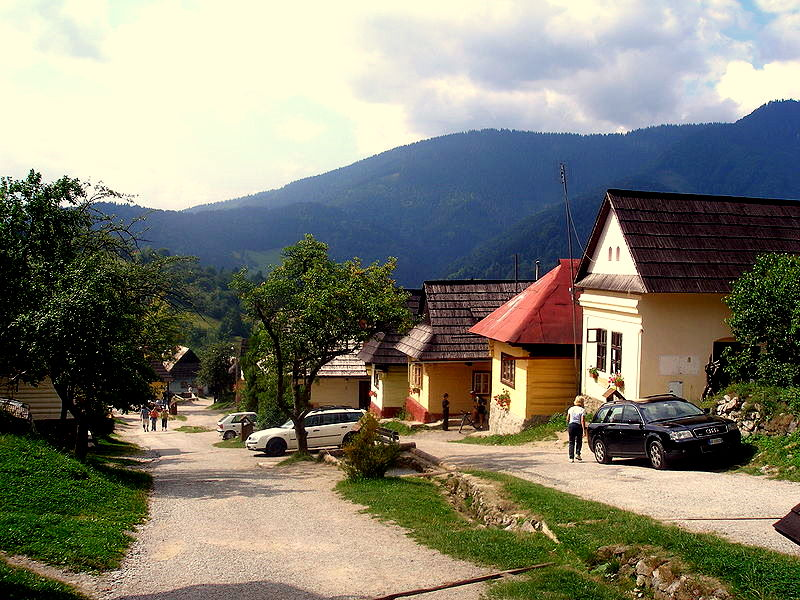
Rua Principal de Vlkolínec
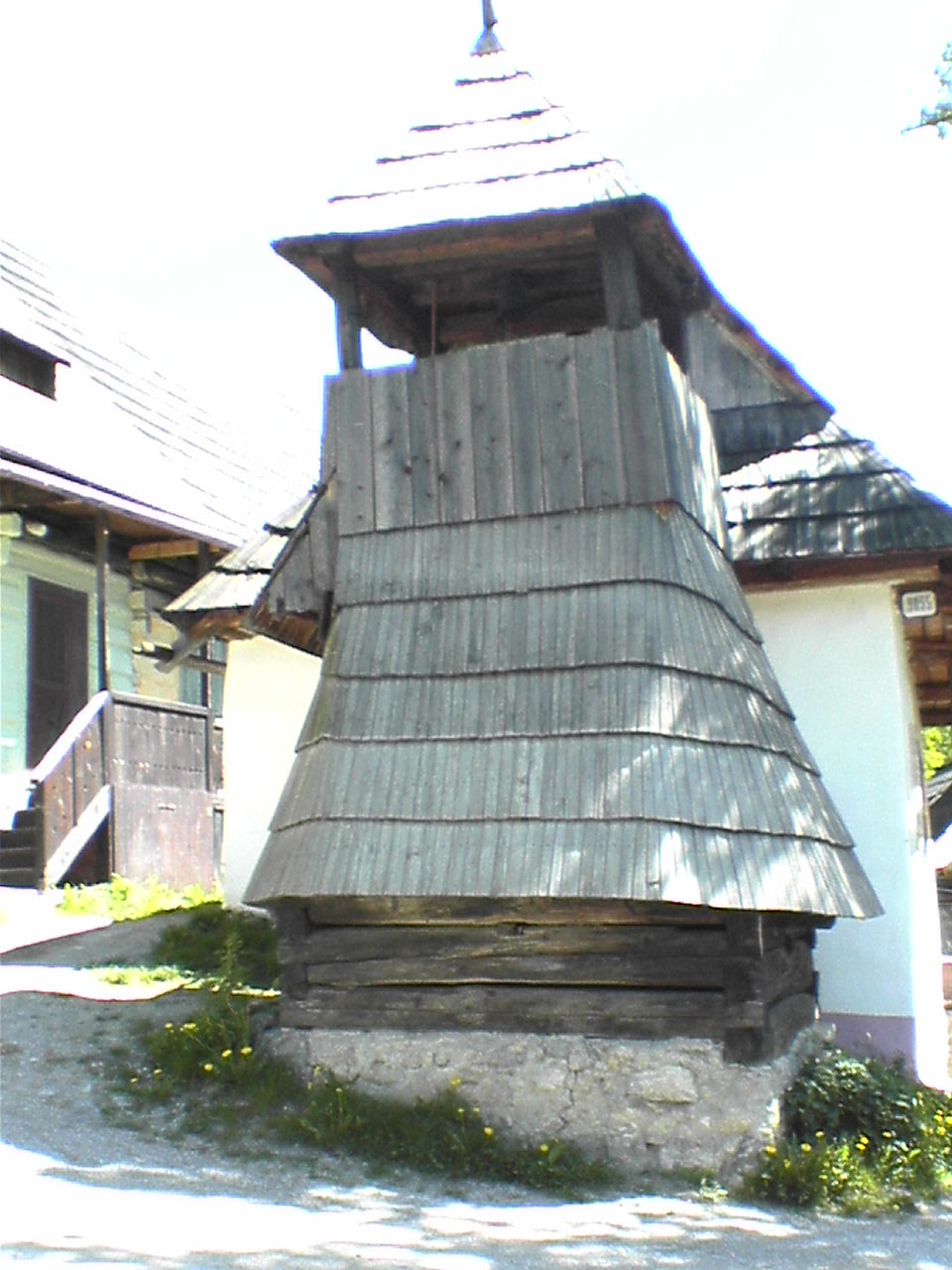
Poço coberto
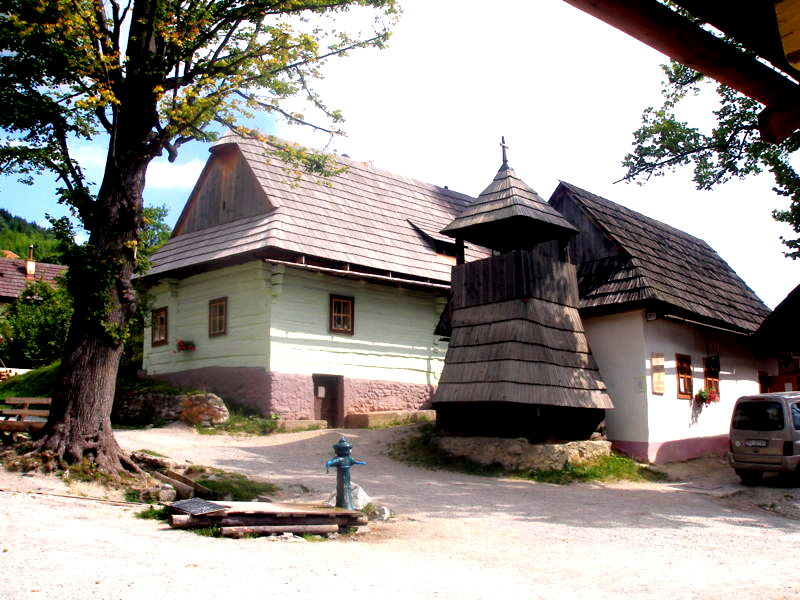
Igreja e campanário
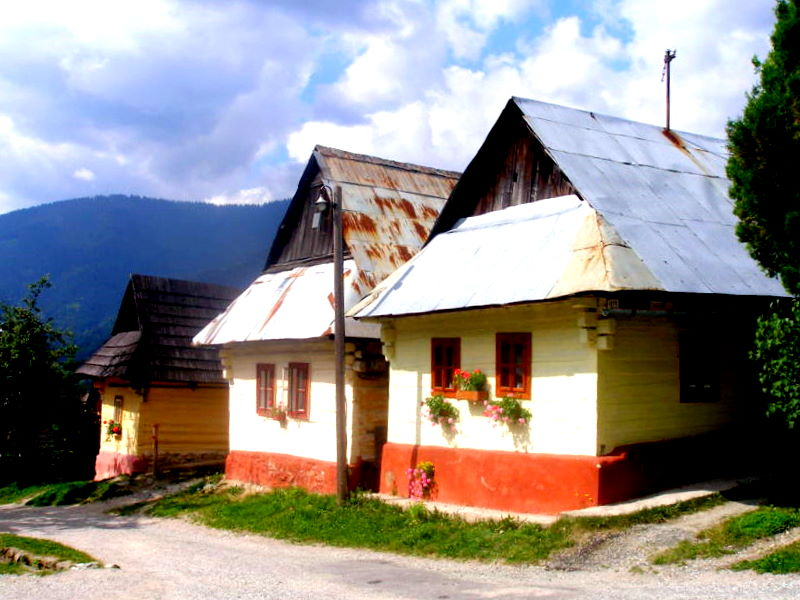
Casa típica de Vlkolínec